# Tatiana Londono Camargo
Tatiana Londono Camargo es una jinete colombiana que compitió en la modalidad de doma. Ganó una medalla de plata en los Juegos Panamericanos de 1999, en la prueba por equipos.

## Palmarés internacional
| Juegos Panamericanos | Juegos Panamericanos | Juegos Panamericanos | Juegos Panamericanos |
| Año                  | Lugar                | Medalla              | Categoría            |
| -------------------- | -------------------- | -------------------- | -------------------- |
| 1999                 | Winnipeg (Canadá)    | Medalla de plata     | Por equipos          |